# Gonioctena linnaeana
Gonioctena linnaeana је врста тврдокрилца из породице буба листара (Chrysomelidae).

## Опис
Инсект је дуг 6-7 mm. Веома је варијабилан, може имати мање или више црних пега, а оне могу бити и сасвим одсутне. Боја покрилаца може бити смеђа, жута, наранџаста или црвена.

## Распрострањење
Може се наћи у целој Европи осим Грчке, у Србији је већина налаза са југа земље.